# 140 a.C.

## Eventos
- Quinto Servílio Cepião e Caio Lélio Sapiente, cônsules romanos.
- Quarto ano da Terceira Guerra Ibérica e décimo-terceiro ano da Guerra Lusitana na Península Ibérica.
  - Quinto Servílio reinicia a guerra contra Viriato.

### Extremo Oriente
- Wu Ti governa a China (até 86 a.C.).